# Maria Cristina, Duquesa de Teschen
Maria Cristina Joana Josefa Antônia da Áustria (Viena, 13 de maio de 1742 - Viena, 24 de junho de 1798), chamada de "Mimi" foi a quarta filha e quinta criança de Maria Teresa da Áustria e de Francisco I do Sacro Império Romano-Germânico. Foi a governadora dos Países Baixos austríacos entre 1781 e 1793.

## Início de vida
Nascida no dia 13 de maio de 1742 em Viena, Maria Cristina foi a quarta filha, mas segunda sobrevivente do imperador Francisco I e de Maria Teresa da Áustria. No dia seguinte, ela foi batizada no Hofburg com os nomes de Maria Cristina Joana Josefa Antônia; Cristina recebeu o nome de sua avó Isabel Cristina, no entanto, na corte vienense e sua família ela sempre foi chamada de "Maria" ou "Mimi". Ela era a filha favorita de Maria Teresa, como se pode ver nas cartas que a imperatriz escreveu para ela. Pouco se sabe sobre sua infância. Em uma carta datada de 22 de março de 1747, o embaixador da Prússia em Viena, o conde Otto Christoph von Podewils, descreveu Maria Cristina, então com cinco anos de idade, como bonita e espirituosa.
A arquiduquesa, caprichosa e espirituosa em sua juventude, recebeu uma educação particularmente amorosa de seus pais. Essa notória preferência que Maria Cristina recebeu de sua mãe causou o ciúme intenso de seus irmãos e irmãs, que a evitavam e criticavam sua posição proeminente dentro da família cada vez mais frequentemente.

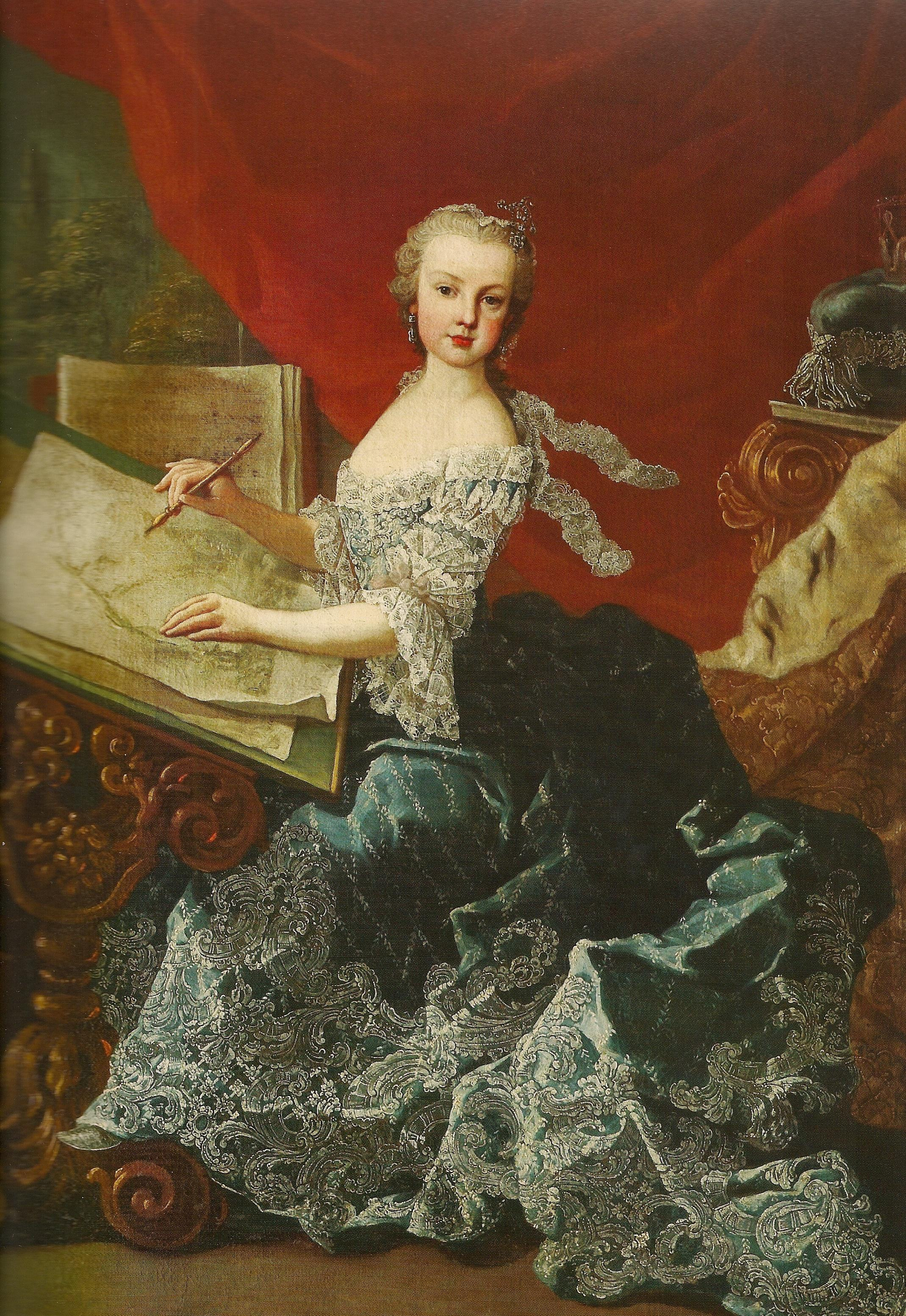
Arquiduquesa Maria Cristina
Martin van Meytens, 1750

Maria Cristina se dava muito mal com sua governanta, a princesa Maria Charlotte Trautson. No entanto, a imperatriz só concordou em mudar sua governanta em 1756, quando ela nomeou a condessa viúva Maria Anna Vasquez née Kokosova para o cargo. A relação de Maria Cristina com Vasquez foi muito melhor. Linda, altamente inteligente, mas também artisticamente talentosa, Maria Cristina desfrutou de uma educação conscienciosa. 
Ela também provou ser uma talentosa pintora muito cedo. No Palácio de Schönbrunn exibiram-se seus desenhos da família imperial que atestam seu grande talento artístico. Ela pintou alguns membros da família, incluindo ela própria e também algumas cópias gênero pintura de mestres holandeses e franceses. Um retrato particular feito por Maria Cristina em Guache sobre 1762 mostrou a família imperial celebrando São Nicolau: lá o imperador é mostrado lendo o jornal e a imperatriz servindo o café, enquanto seus três irmãos mais novos (Fernando, Maria Antônia e Maximiliano Francisco) estavam com seus presentes.

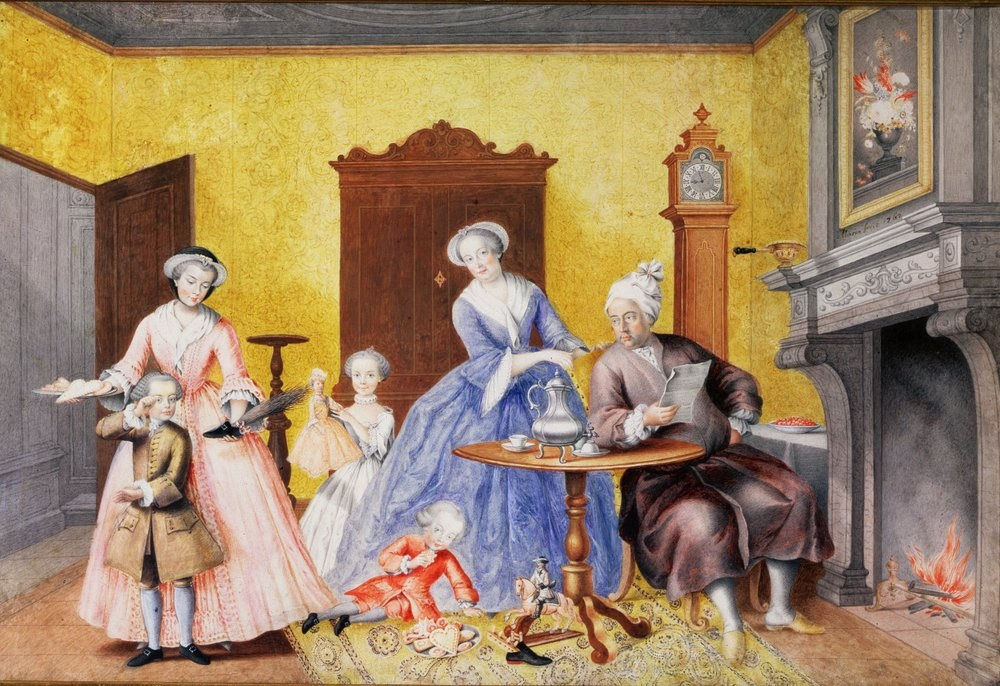
A família imperial celebrando São Nicolau
Pela arquiduquesa Maria Cristina, 1762

Maria Cristina, de 17 anos, teve um romance com o duque Luís Eugênio de Württemberg, mas um casamento entre eles desagradou a imperatriz, que acreditava que o terceiro filho do duque de Württemberg não era de nível suficiente para uma arquiduquesa. No início de janeiro de 1760, os príncipes Alberto e Clementino, chegaram à Corte Imperial e ambos foram calorosamente recebidos pelo imperador e pela imperatriz. O príncipe Alberto conheceu a adorável arquiduquesa por ocasião de um concerto, do qual participou, e logo ele desenvolveu um grande afeto por ela, como recordou em suas memórias. No final de janeiro de 1760, Alberto e Clementino retornaram de Viena.
Nos anos seguintes, Maria Cristina desenvolveu um intenso caso de amor com a princesa Isabel de Parma, que se casou com o futuro imperador José II em 6 de outubro de 1760. Entre outras coisas, as duas jovens mulheres frequentemente brincavam juntas. A linda, instruída e muito sensível Isabel, que detestava o cerimonial da corte e sua posição como esposa do herdeiro dos Habsburgos, queria um destino mais sensual; no entanto, apesar desses sentimentos interiores, ela parecia ser alegre e satisfeita com seu destino. Enquanto seu marido a amava muito profundamente, ela estava fria com ele. Em contraste, para Maria Cristina, ela tinha um carinho sincero, expresso em cerca de 200 cartas, geralmente escritas em francês. As duas mulheres pareciam ter um romance lésbico romântico. Elas passaram tanto tempo juntas que foram comparados a Orfeu e Eurídice. Isabel e "Mimi" estavam unidas não apenas por um interesse comum em música e arte, mas também por um profundo amor mútuo. Todos os dias eles escreviam longas cartas um para o outro em que revelavam seus sentimentos de amor.
Maria Cristina fez uma descrição formal de Isabel, em que ela retratou aqui como amável, gentil e generosa, mas ela também não ignorou suas fraquezas. A morte precoce de sua cunhada (que estava cada vez mais inclinada à melancolia e à crescente obsessão com a morte) em 27 de novembro de 1763, após complicações no parto, deixou Maria Cristina com o coração partido.

## Relação com os irmãos

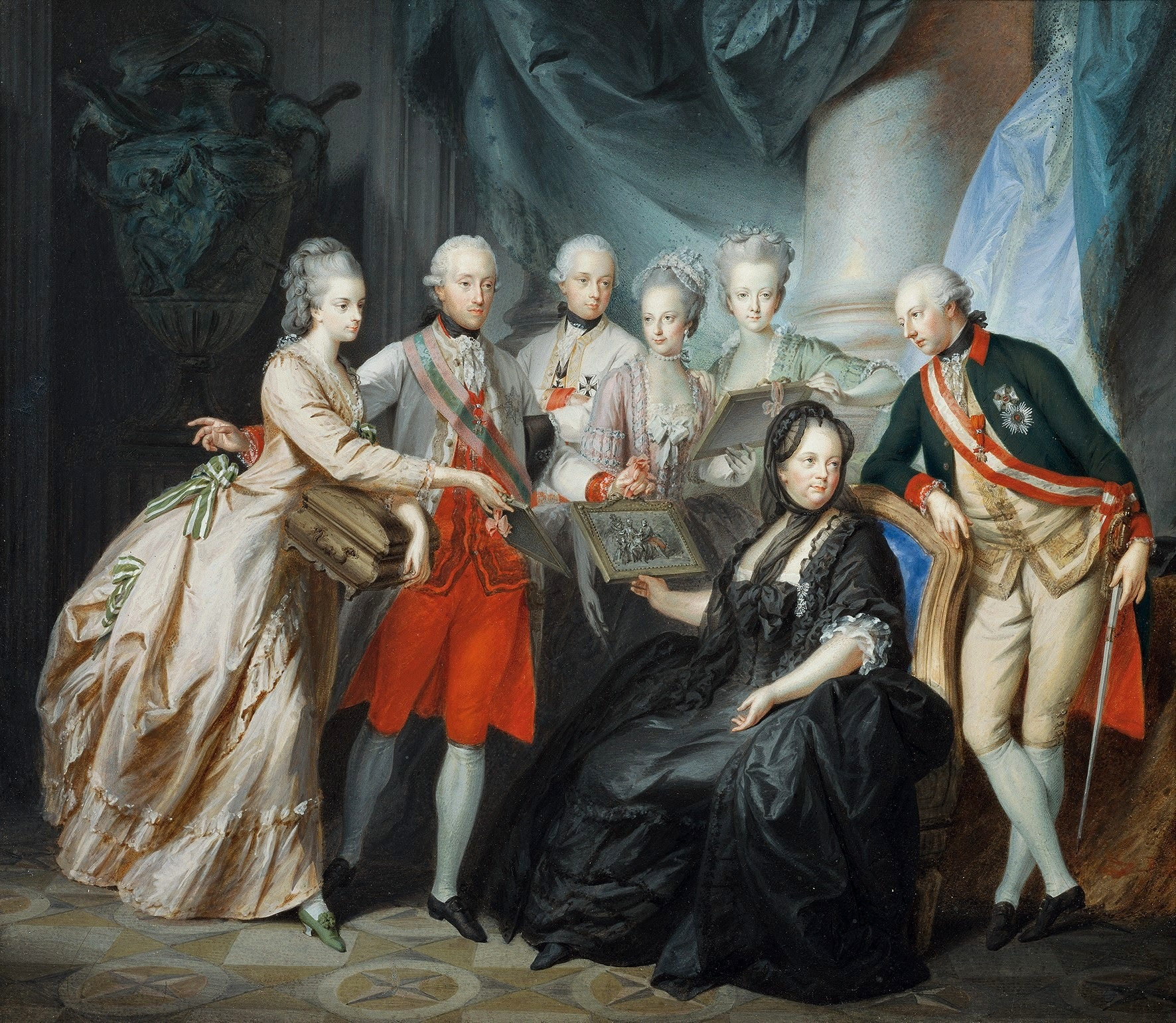
Maria Cristina com a mãe e alguns dos seus irmãos
Heinrich Friedrich Füger, 1776

Uma das suas irmãs, a arquiduquesa Maria Amália, também se apaixonou por um príncipe menor, Carlos de Zweibrucken, mas foi forçada a casar-se com o duque Fernando de Parma. A sorte que Maria Cristina teve em casar com o homem que queria fez com que o ressentimento das suas irmãs crescesse quando este já existia devido ao favoritismo que Maria Teresa sempre mostrara por ela. Não só pôde ela casar com o príncipe que quis como também recebeu um grande dote e ainda o seu próprio ducado. Maria Amália, a filha mais afetada, ficou afastada da sua irmã até à morte da imperatriz. Apesar de Maria Antonieta lhe escrever cartas de França, Mimi não sentia o mesmo afeto que ela dava às suas outras irmãs, principalmente Maria Amália e Maria Carolina, que trocavam não só cartas, mas também vestidos, retratos e outros presentes. É interessante reparar que não foram apenas as irmãs as afetadas pelo favoritismo de Maria Teresa. O seu irmão Leopoldo também não gostava de Mimi por ser sempre direta, ter uma língua afiada e, acima de tudo, pelo seu hábito de contar tudo o que sabia à imperatriz, o que indicava claramente que ela utilizava a sua influência junto da mãe para mandar nos seus irmãos, causar-lhes problemas e tratá-los de forma pouco simpática. Ela utilizava o afeto e preferência que a sua cunhada Isabel mostrava por ela para exercer algum controlo sobre os seus sobrinhos, filhos do seu irmão e herdeiro José.
Os irmãos de Maria Cristina, principalmente as suas irmãs, nunca se reconciliaram verdadeiramente com ela, mesmo depois da morte da mãe. A rainha Maria Antonieta da França, sua irmã mais nova, ignorou-a propositadamente durante uma visita que Cristina fez à França e tratou-a apenas como qualquer outro chefe de Estado que visitasse Versalhes. O pedido de Cristina para ver o Petit Trianon, os aposentos privados da irmã, foi ignorado. Por seu lado, quando Maria Antonieta foi guilhotinada em 1793, Maria Cristina terá dito friamente que ela nunca se deveria ter casado.

## Casamento

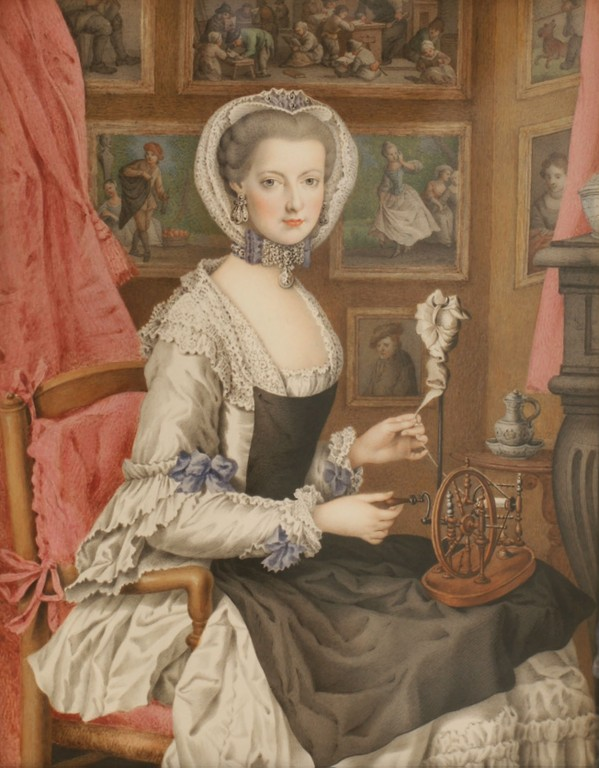
Auto-retrato baseado em gravura de Johann Casper Heilmann, ca. 1765

Em dezembro de 1763, o príncipe Alberto Casimiro da Saxônia retornou a Viena para expressar suas condolências à família imperial pela morte de Isabel de Parma. Ele se tornou um bom amigo da falecida Isabel depois de seu casamento com o futuro José II e, como ele observou em seu diário, também desenvolveu um relacionamento próximo com Maria Cristina. Em 1764, Alberto conheceu a arquiduquesa, primeiramente em Viena, na primavera, e depois em Bratislava, a antiga capital da Hungria mais frequentemente. Depois dessas visitas, Maria Cristina apaixonou-se profundamente por Alberto, que, apesar de sua afeição pela arquiduquesa, não acreditava que pudesse ganhar sua mão em casamento por causa de sua posição relativamente fraca e politicamente instável para os padrões imperiais. Mas então ele foi convidado para ir a Viena para estudar um novo regulamento de serviço para a cavalaria, para participar de caçadas e diversões da corte imperial, e recebeu o convite de Maria Cristina para dar rédea livre a seus sentimentos por ela, mas ainda não publicamente.
Maria Cristina teve uma forte influência sobre sua mãe, que aprovou seu relacionamento com Alberto, mas os amantes foram obrigados a manter seu relacionamento em segredo porque o imperador queria que ela se casasse com seu primo em primeiro grau, o príncipe Benedito, Duque de Chablais (filho de Isabel Teresa de Lorena, irmã mais nova de Francisco I). A imperatriz aconselhou sua filha impaciente a parecer calma e cautelosa em relação à sua ligação com Alberto; no entanto, Maria Cristina achou extremamente difícil esconder seus sentimentos pelo Alberto, de modo que recebeu novos conselhos maternos, seguidos por uma tática de silêncio.

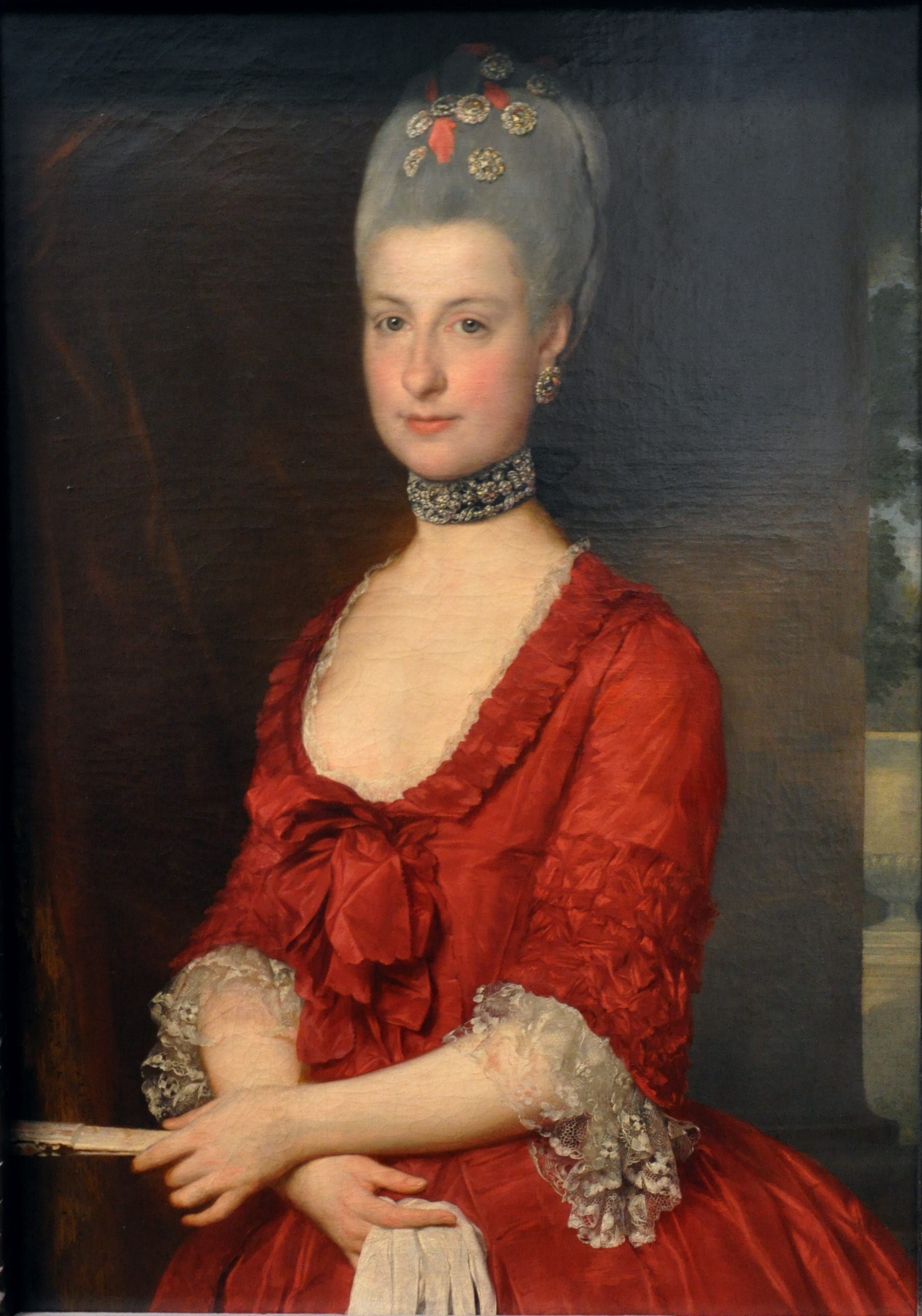
Maria Christina, Duquesa de Teschen
Marcello Bacciarelli, 1766

Em julho de 1765, a família imperial viajou para Innsbruck para o casamento do arquiduque Leopoldo, Grão-Príncipe da Toscana com a infanta Maria Luísa de Espanha. Alberto também participou das comemorações. Como o duque de Chablais também estava presente, Maria Cristina e seu amado tiveram que prosseguir com mais cuidado. Um mês depois do casamento de Leopoldo, o imperador morreu subitamente (18 de agosto) de um derrame ou ataque cardíaco. A família imperial foi gravemente afetada por essa morte, incluindo Maria Cristina, cujos planos matrimoniais já não eram mais um obstáculo, pois sua mãe há muito tempo estava do lado dela. Em consequência, ela era a única filha de Maria Teresa que não se casou por razões políticas; no entanto, por respeito à morte do imperador, um período de luto teve que ser observado antes de seu casamento acontecer.
Os preparativos do casamento começaram em novembro de 1765. Maria Teresa estava preocupada que o jovem casal não pudesse viver confortavelmente. Em dezembro, Alberto foi nomeado Marechal de Campo e Estatuder da Hungria; esses posts forçaram ele e sua futura esposa a morarem em Bratislava. O castelo local foi renovado a um custo de 1,3 milhões de gulden, e a imperatriz viúva cuidou até dos móveis e utensílios de mesa. No complexo do Castelo de Laxemburgo. Quando o casal chegou em Viena mais tarde, eles foram autorizados a permanecer no Palácio de Hofburg. Finalmente, Maria Cristina recebeu um rico dote: o Ducado de Teschen, em que Alberto ficou intitulado como Duque de Saxe-Teschen, as cidades de Mannersdorf, Ungarisch Altenburg e outras propriedades, e a  quantia de 100 000 gulden. A família do casal incluía cerca de 120 pessoas. Esses dons recebidos por Maria Cristina causaram o desagrado e a inveja de seus irmãos e irmãs.

Maria Cristina, Duquesa de Teschen
Por Johann Baptist von Lampi, o Velho, c. 1766-1770

Em 7 de janeiro de 1766, Alberto (cujos direitos de sucessão sobre o trono polonês lhe renderam vários adeptos) recebeu calorosas boas-vindas em Bratislava pelos cidadãos. No dia 2 de abril aconteceu o noivado e, seis dias depois, em 8 de abril, o casamento aconteceu na capela do Schloss Hof. Durante a cerimônia (na qual a imperatriz-mãe estava presente), Maria Cristina vestia um vestido branco de musselina decorado com pérolas e Alberto, seu uniforme militar; no entanto, o resto dos convidados estava vestido de preto por causa do luto em curso na corte. Logo depois, os recém-casados se estabeleceram em Bratislava.
A sorte de Maria Cristina em se casar com o homem que amava amargou as outras filhas de Maria Teresa, que já se ressentiam do favoritismo de sua mãe. Uma de suas irmãs, a arquiduquesa Maria Amália, também estava apaixonada por um príncipe menor, Carlos de Zweibrücken, mas foi forçosamente casada com Fernando, Duque de Parma. Ela permaneceu distante de sua mãe pelo resto da vida da imperatriz viúva.
Nas primeiras semanas após o casamento, Maria Cristina, Alberto e Maria Teresa iniciaram uma animada correspondência. A imperatriz deu sua filha, que ela perdeu muito, conselhos sobre como se comportar em relação ao marido. Ela deveria admitir isso para ela e não agir de forma independente. Além disso, ela teve que cultivar uma atitude decente de mudança de vida baseada em valores cristãos. O casal, que teve um casamento feliz, realizou um esplêndido tribunal no Palácio de Bratislava, organizou festivais esplêndidos e também viajou frequentemente para Viena.

## Vida na Hungria e Viagem à Itália

Maria Cristina, Duquesa de Teschen
Por Johann Zoffany, 1776

A relação Maria Cristina e Alberto foi descrita como muito feliz. Em Pozsony, eles foram capazes de se hospedarem com uma vida em uma corte luxuosa com festas freqüentes e visitas a sua família em Viena. Eles conseguiram se popularizar entre a nobreza húngara, e se dedicaram ao seu interesse comum pela arte, o que fez Bratislava um centro de cultura durante seu tempo lá. Foi aqui que começaram sua coleção de arte, que se tornaria a famosa Coleção de Arte Albertina, com sua coleção de desenhos e gravuras. Maria Cristina manteve uma correspondência frequente com sua mãe. 
De 1775 a 1776, Maria Cristina e Alberto fizeram uma viagem à Itália onde visitaram seus irmãos, Leopoldo em Florença, Maria Carolina em Nápoles, Maria Amália em Parma e Fernando em Milão, depois que relatou a sua mãe sobre suas vidas. Eles também visitaram o Papa Pio VI.

## Governadora dos Países Baixos austríacos
Em 1780, depois da morte de Carlos Alexandre de Lorena, Maria Cristina e o seu marido foram nomeados como governadores dos Países Baixos austríacos. Ela manteve a sua posição por um período de doze anos, desde 1781 até 1793. O casal partilhava interesse por arte e ordenou a construção do Palácio Real de Laeken entre 1782 e 1784. Em 1793, foram forçados a fugir para Viena durante a Revolução Francesa.

## Últimos anos e morte

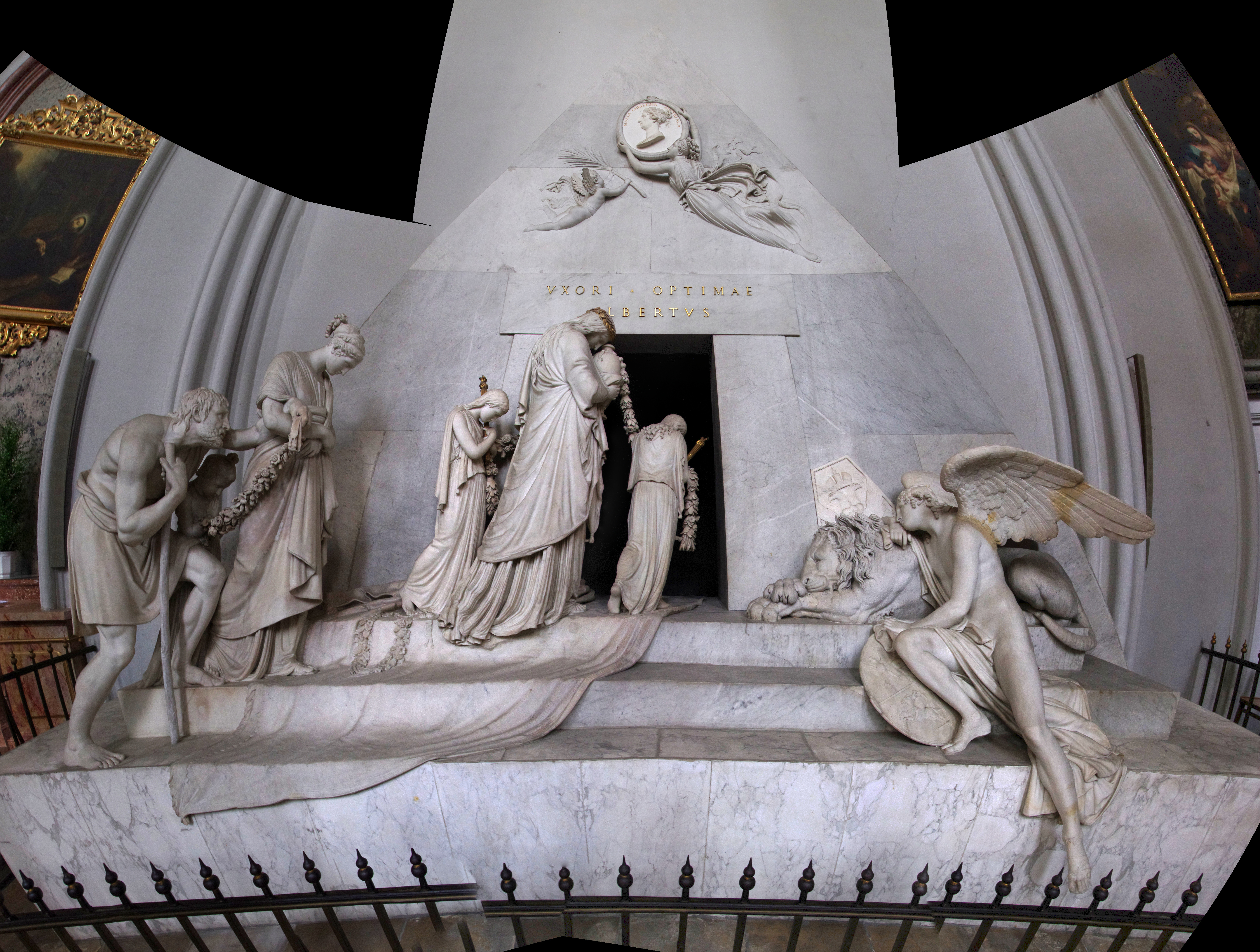
Cenotáfio para Maria Cristina da Áustria na Augustinerkirche
Por Canova

Maria Cristina não exerceu mais influência política. Depois de uma estada em Münster durante o inverno de 1792-1793, ela se mudou com o Alberto gravemente doente para sua cidade natal, Dresden. Eles viviam harmoniosamente, mas sem o relacionamento caloroso anterior, e, portanto, não tinham mais um tribunal tão elaborado. No começo de 1794, eles aprenderam que o imperador lhes daria apoio financeiro. Depois de sua mudança permanente para Viena, Maria Cristina e seu marido moravam no palácio do conde Emanuel Silva-Tarouca. No futuro, Alberto estava preocupado principalmente em sua coleção de arte. Após a ascensão de Napoleão Bonaparte, Maria Cristina ficou profundamente chocada quando soube dos confrontos militares e da assinatura do acordo do Tratado de Campoformio (18 de outubro de 1797) entre Napoleão e Francisco I.
Em 1797, Maria Cristina, que se tornara melancólica, começou a sofrer de uma doença estomacal. Ela foi tomar banho em Teplice em julho de 1797 e teve uma melhora de curto prazo em sua saúde, mas logo sofreu novamente com grande dor. Depois de uma nova recuperação curta, Maria Cristina ficou cada vez mais doente em meados de junho de 1798; depois escreveu a Alberto uma carta de despedida na qual ela mencionou seu amor profundo e duradouro por ele, ela morreu no dia seguinte em 24 de junho de 1798 aos 56 anos. Ela foi enterrada na Abóbada da Toscana da Cripta Imperial de Viena. Seu coração foi enterrado separadamente está localizado no Herzgruft, atrás da Capela de Loreto na Igreja Agostiniana dentro do complexo do Palácio de Hofburg em Viena.
Após a morte de sua esposa, o Alberto profundamente entristecido constrói para Maria Cristina uma impressionante lápide na igreja agostiniana. Nos ornamentos dessa tumba, notou-se uma obra do famoso escultor neoclássico Antônio Canova, que nenhum símbolo cristão pode ser exibido, mas vários motivos maçons foram mostrados. A pirâmide de parede plana contém um medalhão de Maria Cristina e figuras feitas em mármore de Carrara. Ele tem a inscrição Uxori Optimae Albertus, implicando uma dedicação de Alberto à sua excelente esposa. Em um livro publicado em 1805 por Van de Vivere, que lida com a tumba de Canova e também está presente em uma tradução alemã do mesmo ano, fica claramente demonstrado que o monumento sepulcral surgiu do pensamento cristão, embora o impacto da iluminação é perceptível. Os fundos e a interpretação da linguagem de alegoria Canova criou os símbolos e figuras que no pensamento da antiguidade encontraram uso e no início do período cristão, para lamentar e enterrar a morte de um homem. Após sua morte em 1822, Alberto foi enterrado ao lado dela e de sua filha.

## Descendência
Maria Cristina deu à luz uma filha chamada Maria Cristina Teresa em 16 de maio de 1767, mas a criança viveu um dia. A febre puerperal ocorreu em Maria Cristina, enquanto Alberto, em meados de junho, adoeceu com varíola; no entanto, eles foram capazes de se recuperar.
| Nome                             | Nascimento         | Morte              | Notas                                                                 |
| -------------------------------- | ------------------ | ------------------ | --------------------------------------------------------------------- |
| Maria Cristina Teresa da Saxônia | 16 de maio de 1767 | 17 de maio de 1767 | Morreu logo após o nascimento, enterrada na Cripta Imperial de Viena. |

Desde que Maria Cristina foi incapaz de ter mais filhos devido ao seu parto difícil, em 1790 ela convenceu seu irmão Leopoldo, Grão-Duque da Toscana a deixar que ela e seu marido adotassem um de seus filhos mais jovens, o arquiduque Carlos, para ter um herdeiro.
| Nome                     | Nascimento            | Morte               | Notas |
| ------------------------ | --------------------- | ------------------- | --- |
| Carlos, Duque de Teschen | 5 de setembro de 1771 | 30 de abril de 1847 | Sobrinho e filho adotivo de Maria Cristina e Alberto, mais tarde conhecido como o vencedor da Batalha de Aspern-Essling. |

## Títulos e estilos
- 13 de maio de 1742 – 8 de abril de 1766: Sua Alteza Imperial e Real, a arquiduquesa Maria Cristina da Áustria
- 8 de abril de 1766 – 24 de junho de 1798: Sua Alteza Real, a Princesa e Duquesa Alberto da Saxônia, Duquesa de Teschen